# Serrat de les Maleses (Montellà i Martinet)
El Serrat de les Maleses és una muntanya de 1.331 metres que es troba al municipi de Montellà i Martinet, a la comarca de la Baixa Cerdanya.
Al cim podem trobar-hi un vèrtex geodèsic (referència 27708001).